# إستفان كولكسار
إستفان كولكسار (مواليد 13 سبتمبر 1936) هو مبارز بالسيف سويسري، مثّل بلاده في الألعاب الأولمبية الصيفية 1972.

## روابط رياضية
إستفان كولكسار على موقع أوليمبيديا (الإنجليزية)